# Dolichiscus brandtae
Dolichiscus brandtae är en kräftdjursart som beskrevs av Pirez och Sumida 1997. Dolichiscus brandtae ingår i släktet Dolichiscus och familjen Austrarcturellidae. Inga underarter finns listade i Catalogue of Life.